# Pseudophilotes sinaicus
Pseudophilotes sinaicus ist ein Schmetterling (Tagfalter) aus der Familie der Bläulinge (Lycaenidae). Der Artname leitet sich von der Sinai-Halbinsel ab, wo der Falter endemisch vorkommt. Pseudophilotes sinaicus gilt als der kleinste Tagschmetterling weltweit.

## Merkmale

### Falter
Die Falter von Pseudophilotes sinaicus erreichen eine durchschnittliche Flügelspannweite von 9,5 Millimetern. Als Minimalwert wurden 6,25 Millimeter gemessen. Zwischen den Geschlechtern besteht ein leichter Sexualdimorphismus. Die Flügeloberseite ist bei den kleineren Männchen kräftig blau gefärbt, bei den Weibchen dagegen schmutzig graublau. Beide Geschlechter haben kleine, halbmondähnliche Flecke auf jedem Flügel sowie am Flügelrand weiße Fransen. Die Flügelunterseiten der Vorderflügel sind von hell blaugrauer Färbung und haben mehrere große, schwarze Flecke, die hell umrandet sind. Auf den Hinterflügelunterseiten befindet sich nahe am Außenrand eine Reihe aus mehreren orangefarbigen Flecken, die schwarz angelegt sind. Die Fühler sind schwarz-weiß geringelt.

### Raupe
Ausgewachsene Raupen sind kräftig grün gefärbt und sehr schwach behaart. Durch ihren kompakten, segmentierten Körper weisen sie gewisse Ähnlichkeiten zu Asseln und Nacktschnecken auf. Auf dem Rücken erstreckt sich ein breiter weißer Streifen, von dem sich auf jedem Körpersegment ein rötlicher Fleck abhebt. An den Seiten verläuft ein weißer Stigmenstreifen, der rotbraun angelegt ist.

### Ähnliche Arten
Der zeichnungsmäßig ähnliche Östliche Quendelbläuling (Pseudophilotes vicrama) ist mit einer Flügelspannweite von 22 bis 29 Millimetern deutlich größer. Da die Art auf Sinai nicht vorkommt, gibt es auch keine geografische Überlappung mit Pseudophilotes sinaicus.

## Verbreitung und Lebensraum

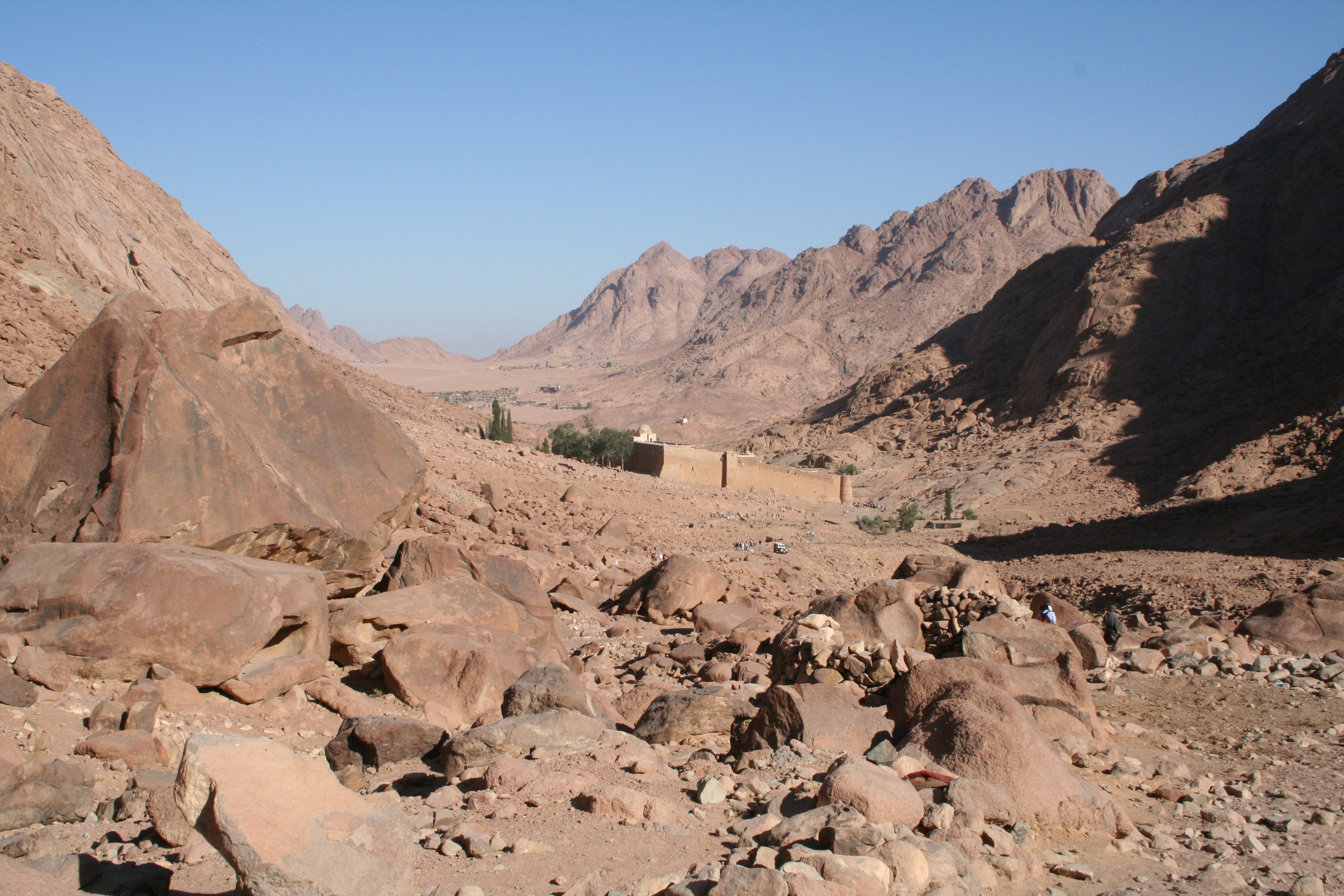
Lebensraum von Pseudophilotes sinaicus im Saint Katherine Protectorate mit dem Katharinenkloster im Zentrum

Pseudophilotes sinaicus kommt ausschließlich auf der Sinai-Halbinsel vor. Auch dort sind seine Vorkommensgebiete oft unzusammenhängend, klein und eng begrenzt. Nachgewiesen wurde die Art auf einer sieben Quadratkilometer großen, karstigen Fläche am Berg Sinai im Saint Katherine Protectorate, einem Nationalpark um das Katharinenkloster in Höhen oberhalb von 1800 Metern.

## Lebensweise
Die Falter von Pseudophilotes sinaicus fliegen in einer Generation von Anfang Mai bis Mitte Juni und besuchen zur Nahrungsaufnahme zuweilen Blüten. Ihre Raupen ernähren sich ausschließlich von den Blüten und Früchten von Thymus decussatus. Sie leben in einer leichten Symbiose mit Ameisen (Formicidae), im Besonderen mit Lepisiota obtusa und Lepisiota hirsuta. Die Ameisen werden mit einer Zuckersekretion befriedet, diese schützen die Raupen im Gegenzug gegen Feinde. Die Weibchen von Pseudophilotes sinaicus legen ungefähr 26 Eier, die einzeln auf den Blütenständen mehrerer Thymianpflanzen verteilt werden. Bevorzugt werden Pflanzen mit einer hohen Anzahl an Blüten. Die Larven schlüpfen ungefähr vier Tage nach Eiablage und sind relativ unbeweglich – sie verbleiben auf den Blütenständen, auf die die Eier abgelegt wurden. Nach ungefähr 21 Tagen mit vier oder fünf Entwicklungsstadien verpuppen sie sich.

## Gefährdung
Aufgrund des sehr begrenzten Lebensraums auf der Halbinsel-Sinai wird Pseudophilotes sinaicus von der Weltnaturschutzorganisation IUCN als „critically endangered = vom Aussterben bedroht“ klassifiziert. Im Jahr 2001 wurde eine Gesamtzahl von 3000 Individuen angegeben. Die Art ist auf die gefährdete Thymus decussatus als Nahrungspflanze der Raupen angewiesen, die durch wachsenden Tourismus zum nahe gelegenen Katharinenkloster und zunehmende Beweidung durch Schafe und Ziegen sowie Pflücken des Thymians durch Kräutersammler als Wirtspflanze dezimiert wird. Eine Abnahme der Thymian-Bestände bedeutet auch eine Abnahme der Schmetterlingspopulation.